# 1705 en philosophie
Chronologie de la philosophie
- 1701
- 1702
- 1703
- 1704
- 1705
- 1706
- 1707
- 1708
- 1709

L’année 1705 a été marquée, en philosophie, par les événements suivants :

## Publications
- Charles Blount : Manuel des Désites.

- Damaris Cudworth Masham : * Occasional Thoughts in reference to a Vertuous or Christian Life (Awnsham and John Churchill at the Black-Swan in Paternoster-Row, London 1705). At Project Gutenberg (accessed 8 December 2014).

- John Norris (philosophe) : Lettres sur l'amour de Dieu.

- Jakob Thomasius : 
  - De tortura et fioris Christianorum proscribenda;
  - Fundamenta Juris Naturae et Gentium.

- John Toland  : Le socinianisme tel qu'il est.

## Naissances
- 21 juin : David Hartley (décédé le 28 août 1757) est un philosophe anglais.